# Iranecio massagetovii
Iranecio massagetovii là một loài thực vật có hoa trong họ Cúc. Loài này được (Schischk.) C.Jeffrey mô tả khoa học đầu tiên năm 1992.